# Темний ангел
«Темний ангел» (англ. Dark Angel) — американський супергеройський телесеріал у стилі біопанк, створений Джеймсом Кемероном і Чарльзом Г. Іглі.
В основі сюжету — хроніка життя Макс Гевари (умовний код X5-452), генетично вдосконаленого суперсолдата, яка ще дитиною тікає від урядової групи біоінженерів «Мантікора», які змінюють гени дітей задля створення армії ідеальних солдатів. У постапокаліптичному Сієтлі Макс намагається жити нормальним життям, переховуючись від урядових агентів і шукаючи своїх генетично удосконалених братів і сестер, що розсіялися після втечі.
Прем'єра «Темного ангела» відбулася в США і Канаді на телеканалі Fox 3 жовтня 2000 року. Після двох сезонів серіал був закритий.

## Сюжет
У 2009 році Макс Гевара (акторка Джессіка Альба) та її 11 друзів тікають із секретної урядовою установі під кодовою назвою «Мантікора», де з них методами генної інженерії і біопрограмування намагалися створити ідеальних солдатів. Тікаючи від погоні, підлітки розбігаються в різні сторони, й далі їхні сліди губляться. 1 червня 2009, через місяці після рятунку Макс, електромагнітний імпульс від вибуху, влаштованого терористами, вивів із ладу практично всі комп'ютери і перетворив США на країну третього світу, занурену в надзвичайний хаос.
Основна дія першого сезону починається через десять років, у 2019-му. Удень, тепер 19-річна Макс працює велокур’єром, а вночі заробляє крадіжками творів мистецтва з помешкань заможних людей. Під час однієї з вилазок вона знайомиться з незалежним вебжурналістом Логаном Кейлом (Майкл Везерлі), який веде незалежний канал, де розповідає про злочини влади і корпорацій. Макс і Логан укладають угоду: вона допомагає йому викривати злочинців, а він допомагає їй шукати побратимів та посестер. Поступово з'ясовується, що «Мантікора» вистежує втікачів, щоб повернути їх на базу. Небезпека загрожує й Макс.
У другому сезоні серіалу Макс із друзями знищують будівлю «Мантікори», але випускають звідти інших створінь, які зовсім не схожі на звичайних людей. Громадськість дізнається про мутантів, і за ними починається полювання. З'являються нові головні герої: брат Макс, Алек Макдавелл / X5-494 (актор Дженсен Еклз) і експериментальний мутант Джошуа (Кевін Дюранд). Стає очевидним, що «Мантікора» виробляла багато різних гібридних створінь, а також проводила інші експерименти щодо унікальних здібностей людей і тварин.

## У ролях
| Актори            | Персонажі                                                                              | Сезони, кількість епізодів | Сезони, кількість епізодів |
| ----------------- | -------------------------------------------------------------------------------------- | -------------------------- | -------------------------- |
| Джессіка Альба    | Макс Гевара (X5-452) — генетично вдосконалений суперсолдат, кур'єр Jam Pony Express    | 22                         | 21                         |
| Майкл Везерлі     | Логан Кейл — кібер-журналіст                                                           | 22                         | 21                         |
| Алімі Баллард     | Гербал Траут — кур'єр Jam Pony Express                                                 | 20                         |                            |
| Дженніфер Бленк   | Кендра Майбаум — перша сусідка Макс                                                    | 13                         |                            |
| Річард Ганн       | Келвін Теодор — кур'єр Jam Pony Express                                                | 21                         | 18                         |
| Джей Сі Маккензі  | Рональд Рейган — глава Jam Pony Express                                                | 19                         | 19                         |
| Валері Рей Міллер | Синтія Мак-Ічін — кур'єр Jam Pony Express, найкраща подруга Макс                       | 21                         | 19                         |
| Джон Севідж       | Дональд Лайдекер — глава «Мантікори»                                                   | 16                         | 3                          |
| Дженсен Еклз      | Алек Макдавелл (X5-494) — генетично вдосконалений суперсолдат, кур'єр Jam Pony Express | 1                          | 18                         |
| Мартін Каммінс    | Еймс Вайт — урядовий агент                                                             |                            | 13                         |
| Кевін Дюранд      | Джошуа — експериментальна істота з генами собаки                                       |                            | 15                         |
| Ешлі Скотт        | Аша Барлоу — член Руху Опору S.1.W., подруга Логана                                    |                            | 12                         |

## Епізоди
| сезон | епізоди | Оригінальна дата показу | Оригінальна дата показу | Дата виходу на DVD | Дата виходу на DVD |
| сезон | епізоди | прем'єра сезону         | фінал сезону            | регіон 1           | регіон 2           |
| ----- | ------- | ----------------------- | ----------------------- | ------------------ | ------------------ |
| 1     | 22      | 3 жовтня 2000           | 22 травня 2001          | 20 травня 2003     | 24 лютого 2003     |
| 2     | 21      | 28 вересня 2001         | 3 травня 2002           | 21 жовтня 2003     | 2 червня 2003      |